# جوزيف أوغست ميتيس
جوزيف أوغست ميتيس هو مبارز بالسيف فرنسي، مثّل بلاده في الألعاب الأولمبية الصيفية 1900.

## روابط رياضية
جوزيف أوغست ميتيس على موقع أوليمبيديا (الإنجليزية)